# 20022 Dontown
20022 Dontown este o planetă minoră (asteroid), cu un diametru de 2,266 km, din centura de asteroizi. A fost descoperită pe 3 noiembrie 1991 la Observatorul Național Kitt Peak de Spacewatch. 
Obiectul prezintă o orbită caracterizată de o semiaxă mare de 2,6337549 UAi, o excentricitate de 0,1, o înclinație de 2,06602 ° în raport cu ecliptica.